# Un célebre especialista sacando muelas en el gran Hotel Europa
Un célebre especialista sacando muelas en el gran Hotel Europa foi o primeiro filme venezuelano. Sua estreia ocorreu no El Teatro Baralt em Maracaibo em 28 de janeiro de 1897, como o segundo de um bloco de quatro filmes; o bloco também trazia outro filme venezuelano (Muchachos bañándose en la laguna de Maracaibo). Pouco se sabe sobre a produção do filme e os especialistas não têm certeza da identidade de seu diretor.
Nenhuma cópia completa do filme original sobreviveu. Durante a década de 2010, uma reconstrução do filme foi produzida na Venezuela com fotografias preservadas do original. No filme, uma cirurgiã-dentista do Hotel Europa de Maracaibo arranca os dentes de um homem. Embora o assunto pudesse torná-lo um dos primeiros filmes de terror, os estudiosos concordam que o filme era um filme de realidade.